# Goephanes cristipennis
Goephanes cristipennis là một loài bọ cánh cứng trong họ Cerambycidae.